# الجرفاء (عبس)

تعديل مصدري - تعديل

الجرفاء هي إحدى قرى عزلة بني حسن بمديرية عبس التابعة لمحافظة حجة، بلغ تعداد سكانها 122 نسمة حسب تعداد اليمن لعام 2004.